# Fluminense Atlético Clube (Niterói)
Fluminense Atlético Clube, também conhecido como Fluminense Atlético ou Fluminense de Niterói, é um clube social brasileiro sediado na cidade de Niterói, no estado do Rio de Janeiro. Fundado em 7 de setembro de 1913 como Rio Branco Football Club, o clube adotou o nome atual posteriormente. Durante décadas, foi uma das principais agremiações esportivas da cidade, destacando-se especialmente no futebol.

## História
O clube foi fundado em 7 de setembro de 1913 sob o nome de Rio Branco Football Club. Posteriormente, adotou o nome Fluminense Atlético Clube, tornando-se uma das principais equipes de Niterói.

### Futebol
O Fluminense de Niterói teve destaque no cenário futebolístico local, conquistando por seis vezes o Campeonato Niteroiense de Futebol (1930, 1932, 1938, 1940, 1944 e 1947).
Além disso, foi bicampeão do Campeonato Fluminense em 1919 e 1920, e venceu o Torneio Início do Fluminense em 1922.
A partir da década de 1970, o clube deixou de manter equipes profissionais de futebol, passando a atuar apenas como clube social.

### Atualidade
Atualmente, o Fluminense Atlético Clube funciona como clube social em Niterói, sem equipes profissionais de futebol desde os anos 1970.  
Está localizado na Rua Xavier de Brito, 22, Centro, funcionando normalmente de terça a domingo, das 08h às 22h (fechado às segundas).
O clube preserva atividades esportivas, como o tênis de mesa: em maio de 2023, sediou a “Copa Fluminense Atlético Clube de Tênis de Mesa” no Complexo Centenário (antigo Fluminensinho), reunindo categorias de jovens, adultos, veteranos e feminino, com apoio da Prefeitura de Niterói e da Secretaria de Esporte e Lazer.

## Títulos
| ESTADUAIS           | ESTADUAIS              | ESTADUAIS         | ESTADUAIS                           |
|                     | Competição             | Títulos           | Temporadas                          |
| ------------------- | ---------------------- | ----------------- | ----------------------------------- |
|                     | Campeonato Fluminense  | 2                 | 1919 e 1920                         |
| Torneio Início      | 1                      | 1922              |                                     |
| MUNICIPAIS          |                        |                   |                                     |
|                     | Competição             | Títulos           | Temporadas                          |
|                     | Campeonato Niteroiense | 6                 | 1930, 1932, 1938, 1940, 1944 e 1947 |
| Torneio Início      | 3                      | 1928, 1932 e 1940 |                                     |
| Taça 22 de Novembro | 1                      | 1925              |                                     |